# Cristina Banegas
Cristina Banegas (Buenos Aires, 26 de fevereiro de 1948) é uma renomada atriz, diretora e cantora de tango argentina. 

## Biografia
Nascida em Buenos Aires no dia 26 de fevereiro de 1948, no bairro de Constitución, Cristina Banegas é filha dos também atores Nelly Príncipe e Oscar Banegas. Possui uma extensa trajetória no cinema, televisão e teatro. Compartilha com sua filha a direção do El Excéntrico de la 18, pioneiro como modelo de teatro independente em Buenos Aires. Com mais de trinta anos de atividade, desde 1986, começou a dar aulas de atuação. Mostrando-se versátil, publicou também livros infantis, como El País de las Brujas.

## Vida pessoal
Cristina foi casada com Alberto Fernández de Rosa. Os dois juntos tiveram uma filha, a, também atriz, Valentina Fernández de Rosa. 

## Trabalhos
- Alta comedia (1965)
- Buenos Aires, verano 1912 (1966)
- Breve cielo (1969)
- La raulito (1975)
- Un idilio de estación (1978)
- El poder de las tinieblas (1979)
- Mis días con Verónica (1980)
- Compromiso (1983)
- Luna caliente (1985)
- Te amo (1989)
- Pinocho (1986)
- Sentimientos: Mirta de Liniers a Estambul (1987)
- Sinfín (1988)
- El viaje (1992)
- Siempre es difícil volver a casa (1992)
- Tango feroz: la leyenda de Tanguito (1993)
- Los machos (1994)
- Fuego gris (1994)
- Nueve lunas (1995)
- De poeta y de loco (1996)
- Historias de amor, de locura y de muerte (1996)
- Eva Perón (1996)
- Zona de riesgo (1997)
- La condena de Gabriel Doyle (1998)
- Gasoleros (1998)
- La nube (1998)
- Vulnerables (1999)
- Sólo gente (1999)
- Invocación (2000)
- Ojos que no ven (2000)
- El astillero (2000)
- El amor y el espanto (2001)
- El despertar de L (2001)
- Contraluz (2001)
- Animalada (2001)
- Anillo de humo (2002)
- Bajar es lo peor (2002)
- Samy y yo (2002)
- Tres padres solteros (2003)
- El día que me amen (2003)
- El delantal de Lili (2004)
- Cruz de sal (2004)
- Locas de amor (2004)
- Palermo Hollywood (2004)
- La vida por Perón (2005)
- Géminis (2005)
- Criminal (2005)
- Mujeres asesinas (2005-2007)
- Arizona sur (2007)
- Urgente (2007)
- La señal (2007)
- ¿De quién es el portaligas? (2007)
- Trátame bien (2009)
- Rodney (2009)
- El pacto (2011)
- Televisión por la inclusión (2011)
- Molly Bloom (2012)
- 23 pares (2012)
- Infância Clandestina (2013)
- Santos & Pecadores (Televisión x la Justicia) (2014)

## Prêmios
Emmy Internacional
- 2012 - Melhor atriz por Televisión por la inclusión

Academia de las Artes y Ciencias Cinematográficas de la Argentina
- 2012 - Melhor atriz coadjuvante por Infância Clandestina

Asociación de Cronistas Cinematográficos de la Argentina
- 2013 - Melhor atriz coadjuvante por Infância Clandestina
- 2006 - Nomeada Melhor atriz por Géminis
- 2001 - Nomeada Melhor atriz por Invocación

Premios Clarín Espectáculos
- 2007 - Nomeada Melhor atriz em drama por 200 años
- 2005 - Melhor atriz por Mujeres asesinas

Premios Martín Fierro
- 2009 - Melhor atriz coadjuvante em drama por Tratame bien
- 2007 - Melhor atriz em telefilme ou minissérie por Mujeres asesinas